# Warwick (Quebec)
Warwick es una ciudad de la provincia de Quebec, Canadá. Está ubicada en el municipio regional de condado de Arthabaska y a su vez, en la región administrativa de Centre-du-Québec. Hace parte de las circunscripciones electorales de  Drummond—Bois-Francs a nivel provincial y de Richmond—Arthabaska a nivel federal.

## Geografía
Warwick se encuentra ubicada en las coordenadas 45°57′00″N 71°59′00″O / 45.95000, -71.98333. Según Statistics Canada, tiene una superficie total de 109,97 km² y es una de las 1134 municipalidades en las que está dividido administrativamente el territorio de la provincia de Quebec.

## Demografía
Según el censo de Canadá de 2011, había 4766 personas residiendo en esta ciudad con una densidad de población de 43,3 hab./km². Los datos del censo mostraron que de las 4804 personas censadas en 2006, en 2011 hubo una disminución poblacional de 38 habitantes (-0,8%). El número total de inmuebles particulares resultó de 2016 con una densidad de 18,33 inmuebles por km². El número total de viviendas particulares que se encontraban ocupadas por residentes habituales fue de 1974.